# Tonicitate

Efectul tonicității diferite asupra hematiilor

În biologia chimică, tonicitatea este o măsură a gradientului de presiune osmotică efectivă, cu alte cuvinte potențialul hidric a două soluții separate de o membrană celulară parțial permeabilă. Tonicitatea depinde de concentrația relativă a soluților selectivi impermeabili la nivelul membranei celulare, care determină direcția și amploarea fluxului osmotic. Se utilizează în mod obișnuit pentru a descrie reacția de umflare sau de contracție a celulelor imersate într-o soluție externă.

## Tipuri
Există trei tipuri de tonicitate pe care le poate avea o soluție în raport cu alta: hipertonică, hipotonică și izotonică. Un exemplu de soluție hipotonică este apa distilată.
O soluție hipertonă sau hipertonică are o concentrație mai mare a soluților nepermeabili comparativ cu o altă soluție.
O soluție hipotonă are o concentrație mai mică de substanțe solubile comparativ cu o altă soluție.
O soluție este considerată izotonă atunci când concentrația efectivă în osmoli este aceeași cu cea a unei alte soluții. Un exemplu este serul fiziologic, care prezintă o osmolaritate aproximativă cu cea a NaCl din sânge (aproximativ 290 mOsm/L).